# Sal Mineo
Salvatore Mineo Jr. (ur. 10 stycznia 1939 w Bronksie, zm. 12 lutego 1976 w Hollywood) – amerykański aktor. Odtwórca roli Johna „Platona” Crawforda w melodramacie Buntownik bez powodu (1955), za którą w wieku 17 lat otrzymał nominację do Oscara dla najlepszego aktora drugoplanowego. Laureat Złotego Globu za rolę drugoplanową Dova Landaua w dramacie historycznym Exodus (1960).

## Życiorys
Urodził się w nowojorskim Bronksie jako syn Josephine (z domu Alvisi) i Salvatore „Sala” Mineo Seniora. Pochodził z rodziny sycylijskich emigrantów; jego ojciec urodził się we Włoszech, a jego matka była pochodzenia włoskiego i urodziła się w Stanach Zjednoczonych. Miał dwóch starszych braci – Victora (ur. 1936) i Michaela (ur. 1937) oraz młodszą siostrę Sarinę (ur. 1943). W wieku ośmiu lat został członkiem ulicznego gangu w Bronksie, a mając 10 lat został aresztowany za kradzież i w ramach resocjalizacji skierowany na kurs aktorski. Uczęszczał do Quintano School for Young Professionals. Ukończył nowojorską Christopher Columbus High School. 
Matka Mineo już w młodym wieku zapisała go do szkoły tańca i aktorstwa. W 1951 po raz pierwszy wystąpił na scenie Broadwayu w sztuce Tennessee Williamsa Tatuowana róża u boku Maureen Stapleton, Eli’ego Wallacha i Martina Balsama. Wystąpił w roli młodego księcia Chulalongkorna w broadwayowskim musicalu Król i ja z Yulem Brynnerem. Po raz pierwszy trafił na mały ekran w roli Lesa w komediodramacie Hallmark Channel Wizja ojca Flanagana (The Vision of Father Flanagan, 1952). W wieku 16 lat zadebiutował kinową rolą początkującego gangstera Jerry’ego Florei w dramacie kryminalnym noir Prywatna wojna majora Bensona (Six Bridges to Cross, 1955) u boku Tony’ego Curtisa i zagrał postać kadeta pułkownika Sylvestra Dusika w komedii wojskowej Prywatna wojna majora Bensona (The Private War of Major Benson, 1955) z Charltonem Hestonem. Przełomem okazała się kreacja wrażliwego nastolatka „Platona”, przyjaciela Jamesa Deana, w kultowym melodramacie Nicholasa Raya Buntownik bez powodu (1955), za którą otrzymał nominację do Oskara. Jako ponury i niechętny do współpracy z rodziną i doradcami zawodowymi Dino Manetta, który został zwolniony ze szkoły poprawczej w serialu CBS Studio One (1956) zdobył nominację do Emmy. Rola Dova Landaua w dramacie historycznym Ottona Premingera Exodus (1960) o ocalałych z Holokaustu Żydach, którzy po zakończeniu II wojny światowej starają się stworzyć własne państwo przyniosła mu Złoty Glob i drugą nominację do Oscara.
Na początku 1962 pozował nago podczas kilku sesji, a zdjęcia trafiły ostatecznie na wystawę Nowy Adam (1963) w Richard Feigen Gallery w Nowym Jorku i Chicago (1964).
W 1969 w Coronet Theatre przy La Cienega Boulevard w Los Angeles w dramacie więziennym Fortuna i męskie oczy zagrał rolę Rocky’ego, więziennego tyrana, który gwałci naiwnego 17–letniego więźnia Smitty’ego (w tej roli Don Johnson), a następnie zadebiutował na Off-Broadwayu jako reżyser tej sztuki. W 1976 w San Francisco wystąpił w przedstawieniu komediowym P.S. Your Cat Is Dead w roli biseksualnego włamywacza, Mineo zyskało znaczny rozgłos dzięki wielu pozytywnym recenzjom; wraz ze sztuką przeniósł się do Los Angeles.
W 1972 w wywiadzie oficjalnie ujawnił swój biseksualizm.
12 lutego 1976, gdy wracał z próby przedstawienia w Hollywood, został napadnięty na ulicy i zamordowany w wieku 37 lat.

## Filmografia

### Filmy
- 1955: Buntownik bez powodu (Rebel Without a Cause) jako John Crawford („Platon”)
- 1956: Między linami ringu (Somebody Up There Likes Me) jako Romolo
- 1956: Olbrzym (Giant) jako Angel Obregón II
- 1960: Exodus jako Dov Landau
- 1962: Najdłuższy dzień (The Longest Day) jako szeregowy Martini
- 1964: Jesień Czejenów (Cheyenne Autumn) jako „Czerwona Koszula”
- 1965: Opowieść wszech czasów (The Greatest Story Ever Told) jako Uriasz
- 1971: Ucieczka z Planety Małp (Escape from the Planet of the Apes) jako dr Milo

### Seriale
- 1957: The Ed Sullivan Show w roli samego siebie
- 1964: Doktor Kildare (Dr. Kildare) jako Carlos Mendoza
- 1965: Prawo Burke’a (Burke’s Law) jako Lew Dixon
- 1968: Hawaii Five-O jako Bobby George
- 1970: Mission: Impossible jako Mel Bracken
- 1975: Columbo jako Rachman Habib
- 1975: Hawaii Five-O jako Eddie

## Nagrody
| Rok  | Nagroda    | Kategoria                    | Film          |
| ---- | ---------- | ---------------------------- | ------------- |
| 1961 | Złoty Glob | Najlepszy aktor drugoplanowy | Exodus (1960) |